# 克拉科夫猶太人區

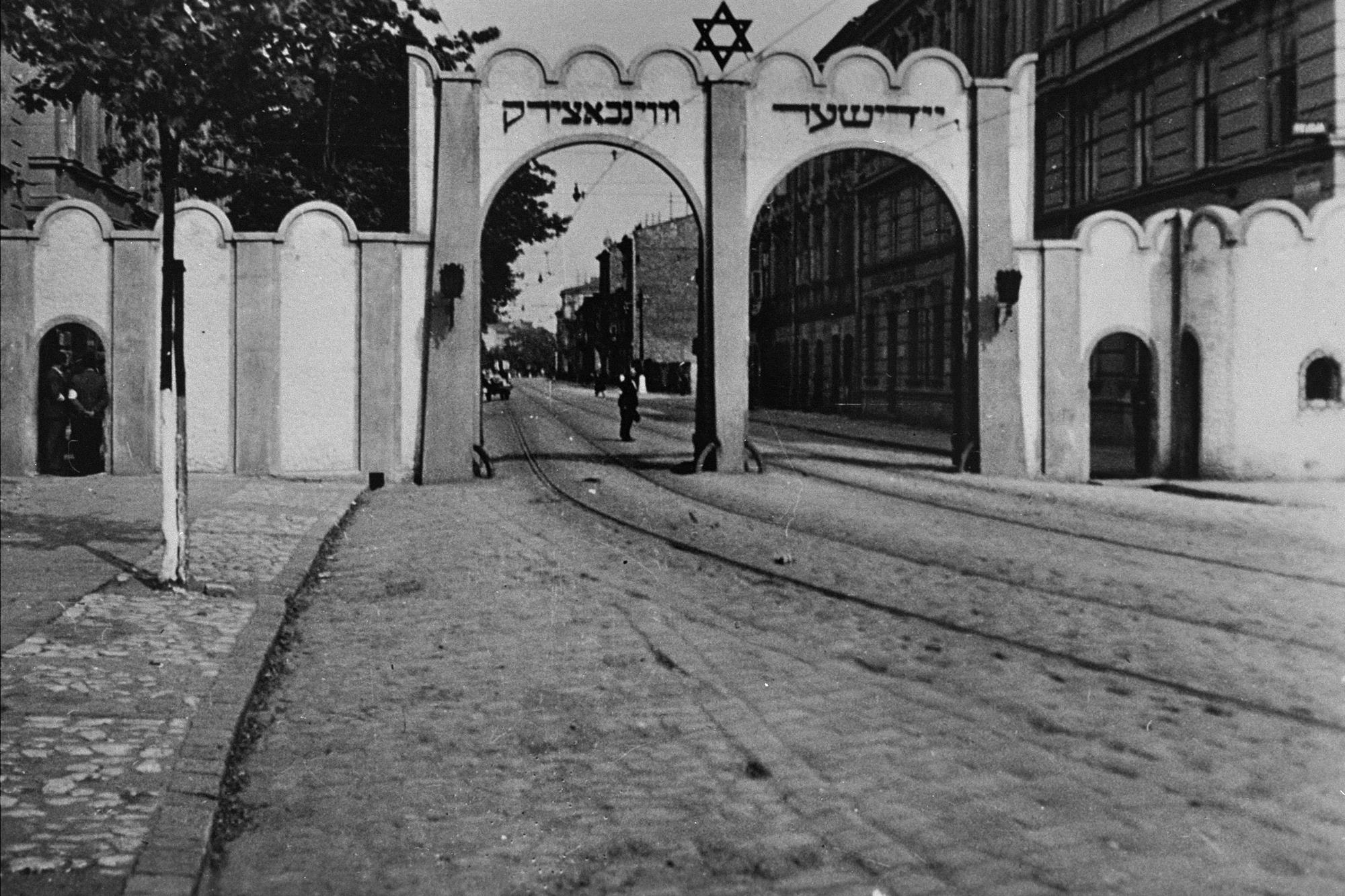
克拉科夫猶太隔都

克拉科夫猶太隔都指納粹德國在克拉科夫设立的猶太人區，目的在於有系統地管理猶太人，以作區別“有工作能力的人”和“沒有工作能力的人”。
克拉科夫隔都是二戰期間納粹德國新政權佔領波蘭時，於波蘭行政區五大城市中建立的猶太隔都區之一。該隔都建造的目的是剝削及迫害當地的波蘭猶太族群，並且區別「有工作能力的人」及「沒有工作能力的人」。「沒有工作能力的人」往往被遣送到集中營等待死亡。隔都於1942年六月及1943年三月遭到清算，大部分住在這裡的隔都猶太人都被遣送到鄰近的集中營，如貝爾賽克集中營、克拉夫科-普拉佐集中營以及六十公里以外的奧斯維辛集中營。

## 背景
1939年納粹入侵波蘭之前，克拉科夫就已是極具影響力的波蘭猶太中心城市，此時居住在克拉科夫的波蘭裔猶太人達60,000–80,000人，他們的祖輩自十三世紀在此處繁衍。

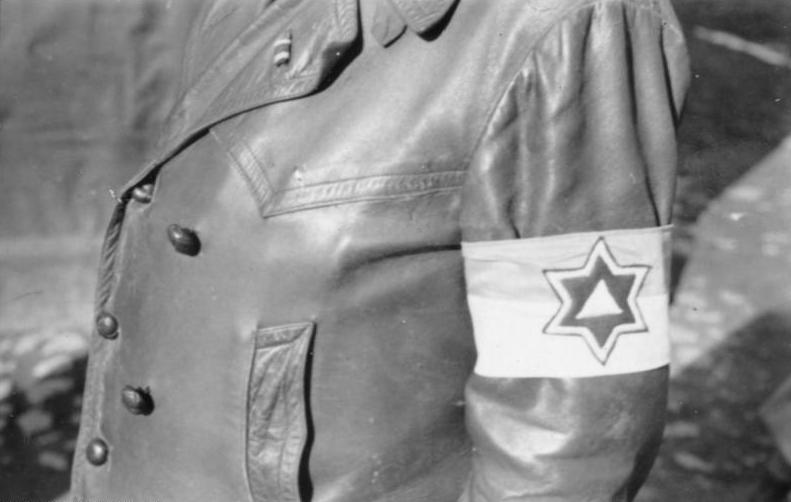
猶太臂章

當納粹部隊入侵德國並於1939年9月6日進駐克拉科夫時，針對猶太人的迫害就此開展。納粹於1939年九月初下達命令，要求猶太人強迫勞動。同年十一月，所有滿十二歲以上的猶太人都被要求佩戴代表猶太人身份的臂章。納粹並關閉了整個克拉科夫區的猶太會堂，所有珍貴的宗教遺物及有價值的物品都被納粹沒收。
時值1940年五月，納粹佔領區總督漢斯・法蘭克宣布克拉科夫必須成為德國佔領區中「種族最潔淨的城市」。因此，猶太人遭到大規模遣送。當時德國入侵波蘭時，住在克拉科夫的猶太人68,000名，只有15,000名的勞工及其家屬得以留下。其他的猶太人都被下放到波蘭總督府轄之下的鄉村地區。

## 隔都歷史

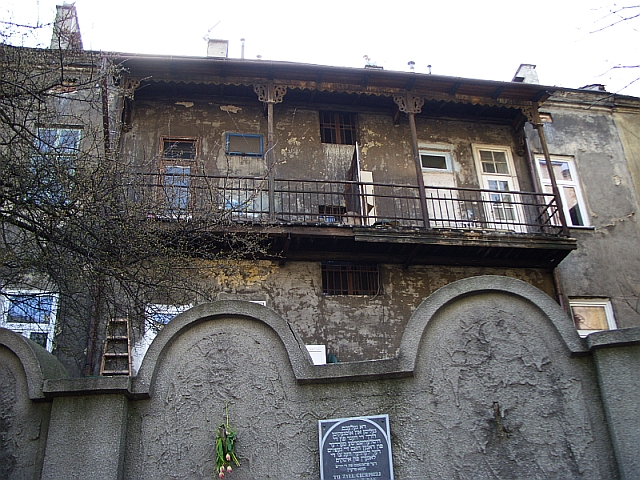
現今保留下來的隔都城牆，以及隔都內的住屋

克拉科夫隔都於1941年3月3日正式建立於Podgórze區，一般不認為是歷史上的猶太聚集區卡米爾(Kazimierz)。原居住於Podgórze區的居民搬遷到新建立的隔都之外的猶太人住宅。與此同時，高達15,000名的猶太人被擠進原本只夠容納3,000名居民的空間，該隔都有30條街、320棟居民建築，以及3,167套房。因此，一套公寓容納了四個猶太家庭，那些沒那麼幸運的猶太人則被迫流落街頭。

猶太隔都以新建的城牆隔離市區與猶太區。城牆磚版的墓碑形狀可看到猶太隔都居民未來厄運的一絲前兆。隔都裡只有四個備有守衛的入口，開放讓城市其他地區的交通工具進出。一小部分的城牆仍保留至今，其他一小部分鑲嵌著紀念碑文，上面寫道「這裡是他們曾經居住、受苦，以及殞落在希特勒的酷刑之下。從這裡，他們開始了通往死亡集中營的最後旅程。("Here they lived, suffered and perished at the hands of Hitler's executioners. From here they began their final journey to the death camps.")」

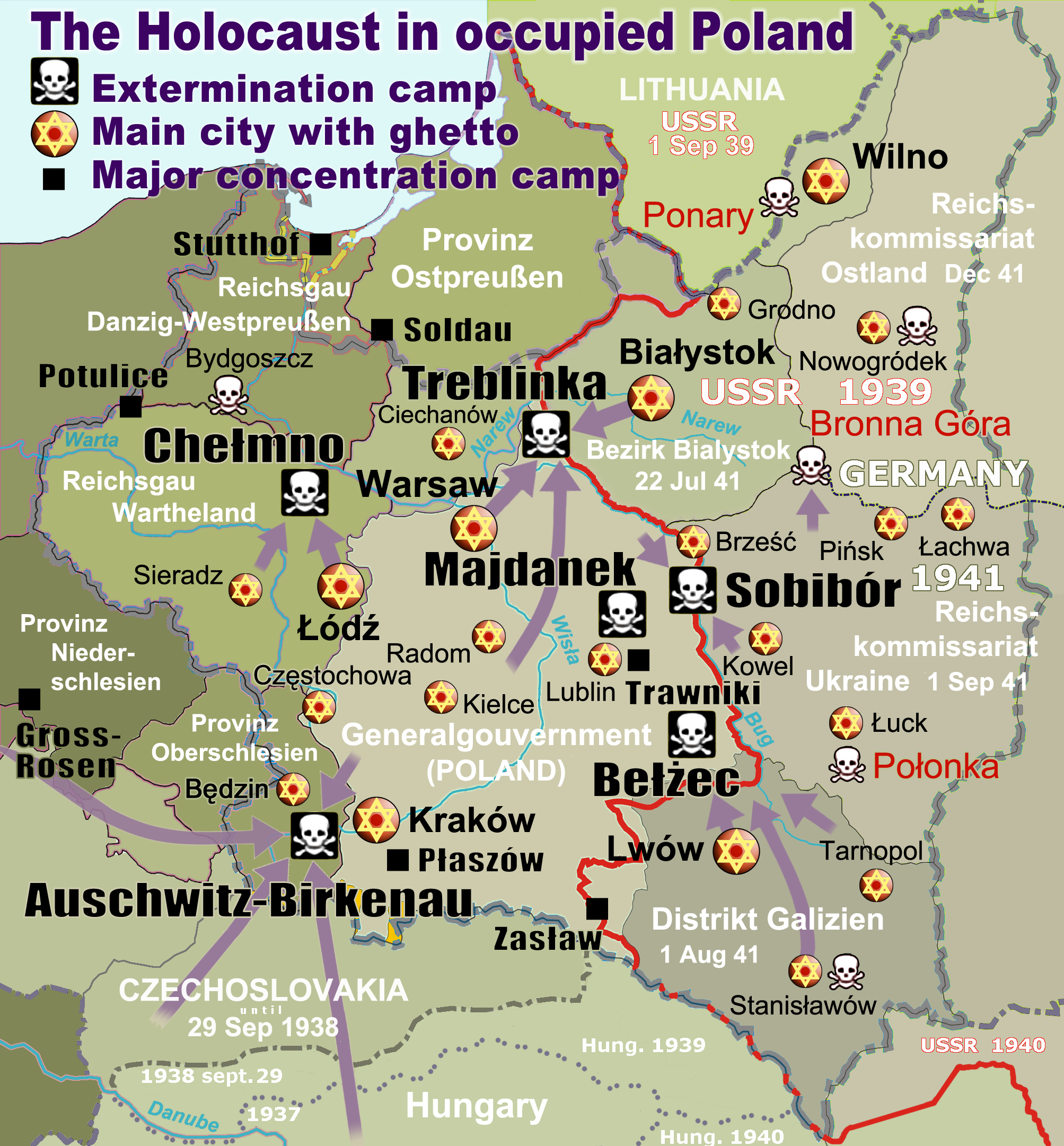
波蘭佔領區猶太人慘遭屠殺的分佈

而參與猶太復國主義運動的年輕人，同時也是出版地下報紙「戰鬥先鋒(HeHaluc HaLohem)」的組織，加入了由其他波蘭當地猶太戰鬥組織(簡稱ŻOB，波蘭語：Żydowska Organizacja Bojowa)的錫安復國運動分支發起的武裝團，並在隔都內組織由波蘭地下民兵Armia Krajowa所支援的抵抗。此武裝團發起一連串的抵抗活動，包括納粹官員聚集的Cyganeria咖啡店爆炸案。然而不像華沙，在克拉科夫猶太隔都遭到清算之前，他們的努力最終並未造成全面性的起義。
自從1942年5月30日起，納粹開始系統化地遣送隔都居民至鄰近的集中營。猶太人首先被聚集到Zgody廣場，然後被護送到普羅柯希姆(Prokocim)的火車站。首批運送了7,000名猶太人，第二批於1942年6月5日遣送了4,000名猶太人至貝爾賽克集中營。1943年3月13-14日在德國武裝親衛隊Amon Göth(他在親衛隊的官階相當於二等少尉)的指導下，納粹發動了對克拉科夫猶太區的最後清算，被歸類為有工作能力的8,000名猶太人被送到普拉佐集中營。而其他2,000名被認為不能勞動的猶太人，則在隔都街頭慘遭槍斃。而剩下的殘存者則被送至奧斯維辛集中營。

## 國際義人
隔都中唯一的藥局是由一名信奉羅馬正教的波蘭藥師所開設Tadeusz Pankiewicz，經過申請，德國政府批准讓他將隔都藥局掛名在他所經營的「鷹下藥局（Under the Eagle Pharmacy）」。除了考量到健康狀況，他免費提供隔都居民少量藥物及鎮定劑，維繫了居民的生存。他也將想把頭髮染成亞利安淡髮色的染髮劑，遞給非法跨越隔都城牆的猶太居民。基於Pankiewicz在大屠殺期間幫助過無數猶太人的英勇事蹟，以色列猶太大屠殺紀念館於1983年2月10日授與其「國際義人（Righteous among the Nations）」的頭銜。Pankiewicz 也出版描述隔都清算的書籍。
波蘭國際義人的名單內，也有幾位來自克拉科夫，包括住在Czyżówka街上的Maria and Bronisław Florek，她們救了Goldberger 及 Nichtberger家族。為人所知的是，Maria Florek在奧斯卡・辛德勒本人未察覺的情況下，購買了艾米亞工廠的偽造身份文件，並走私給躲藏在克拉科夫亞利安區的猶太人。Władysław Budyński則無償提供協助，甚至對陌生人也如此，最後他與一位猶太女生Chana Landau於1943年成婚，但於1944年遭蓋世太保逮捕，並被分別遣送至不同的集中營。兩人最後都倖存了下來，在克拉科夫重聚，並於1969年移民至瑞典。波蘭婦產科醫師 Dr Helena Szlapak 則將她位於Garbarska街的家改造成給躲藏的猶太人的避難所，並且分發偽造文件，以及奧斯維辛來的祕密訊息及照片。她與Żegota合作，將生病在家的猶太人送到醫院，並以偽造身份文件為其掩護。

## 隔都影像

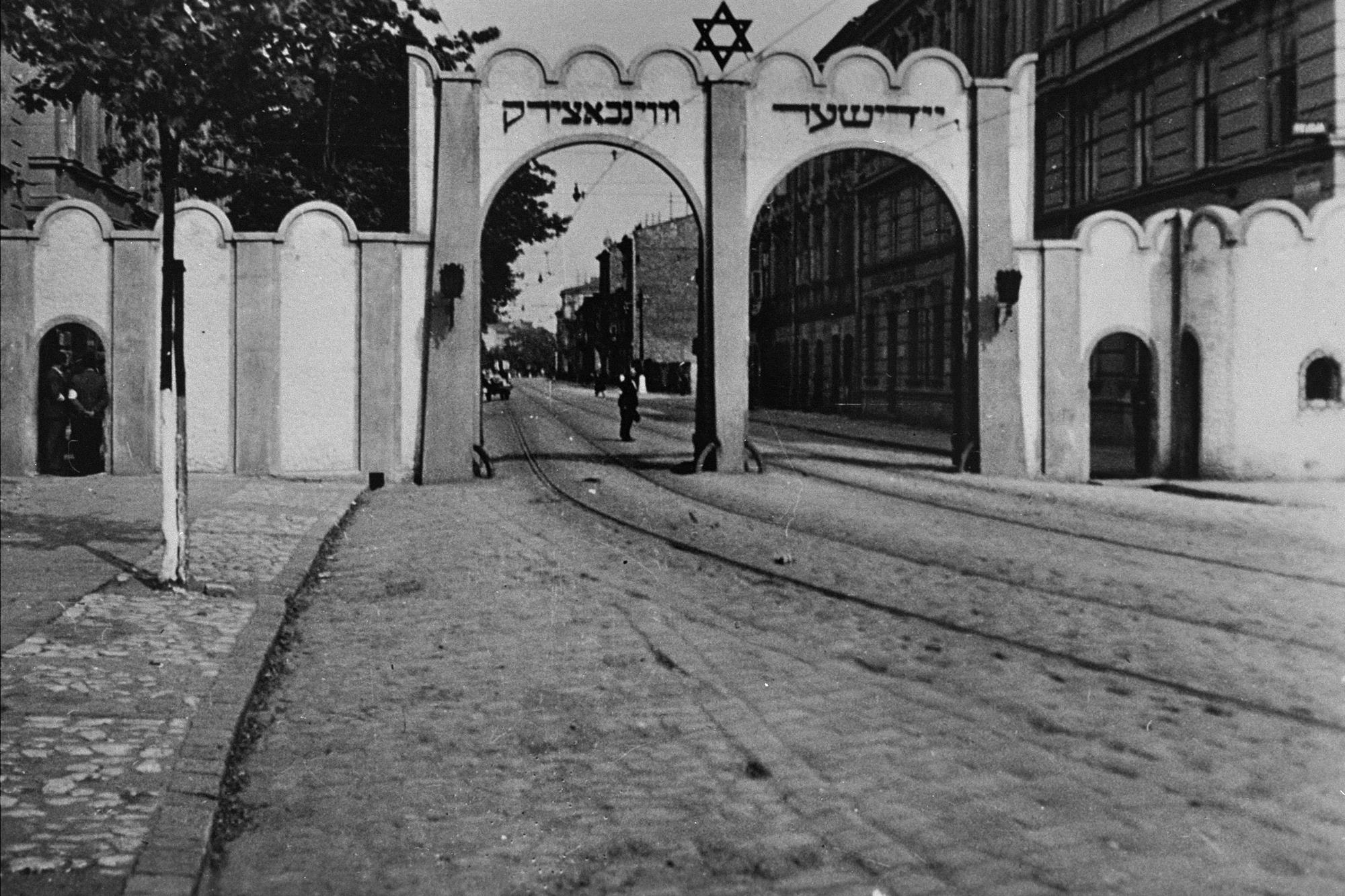
猶太隔都的大門
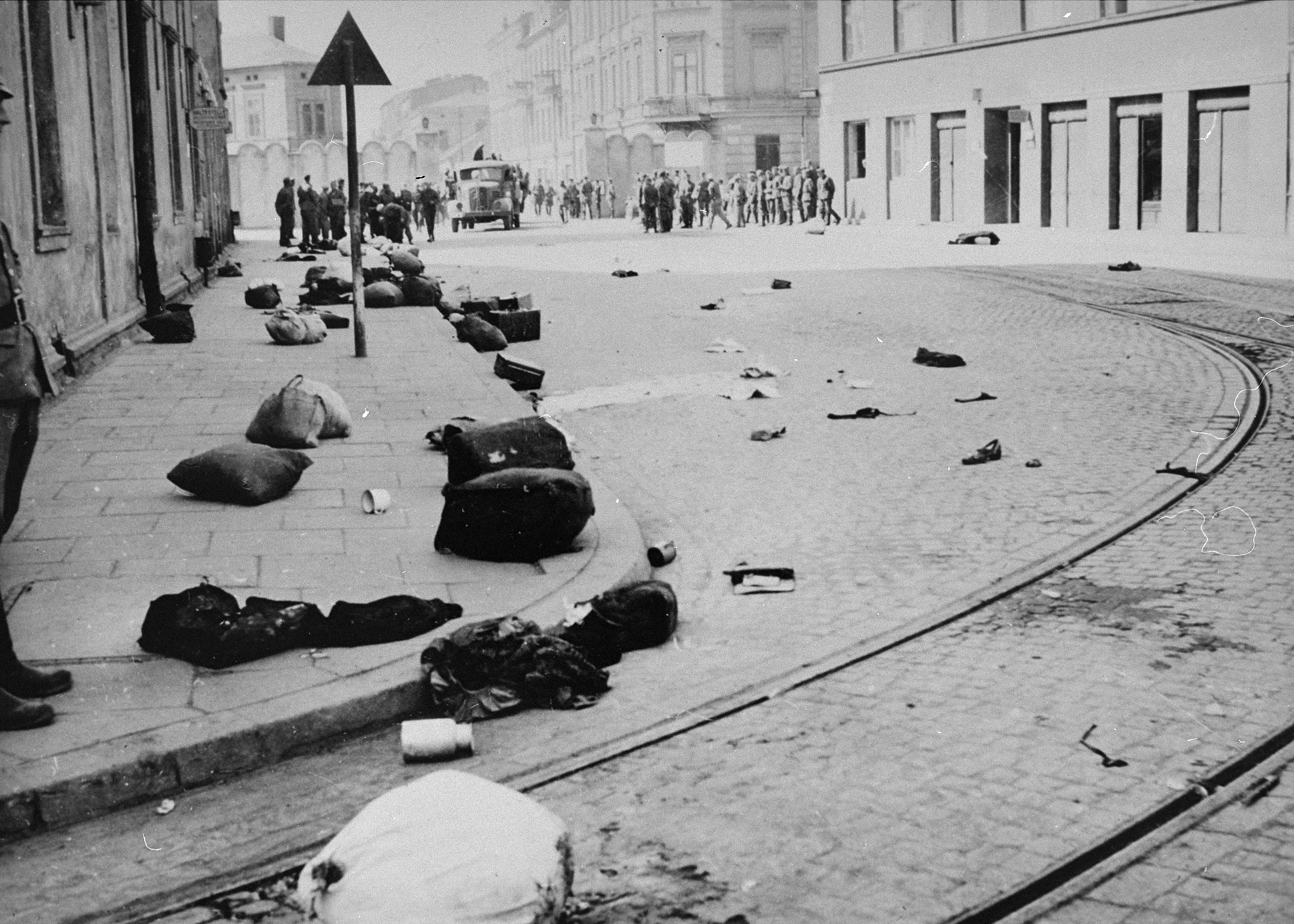
清算後未能帶走的行李
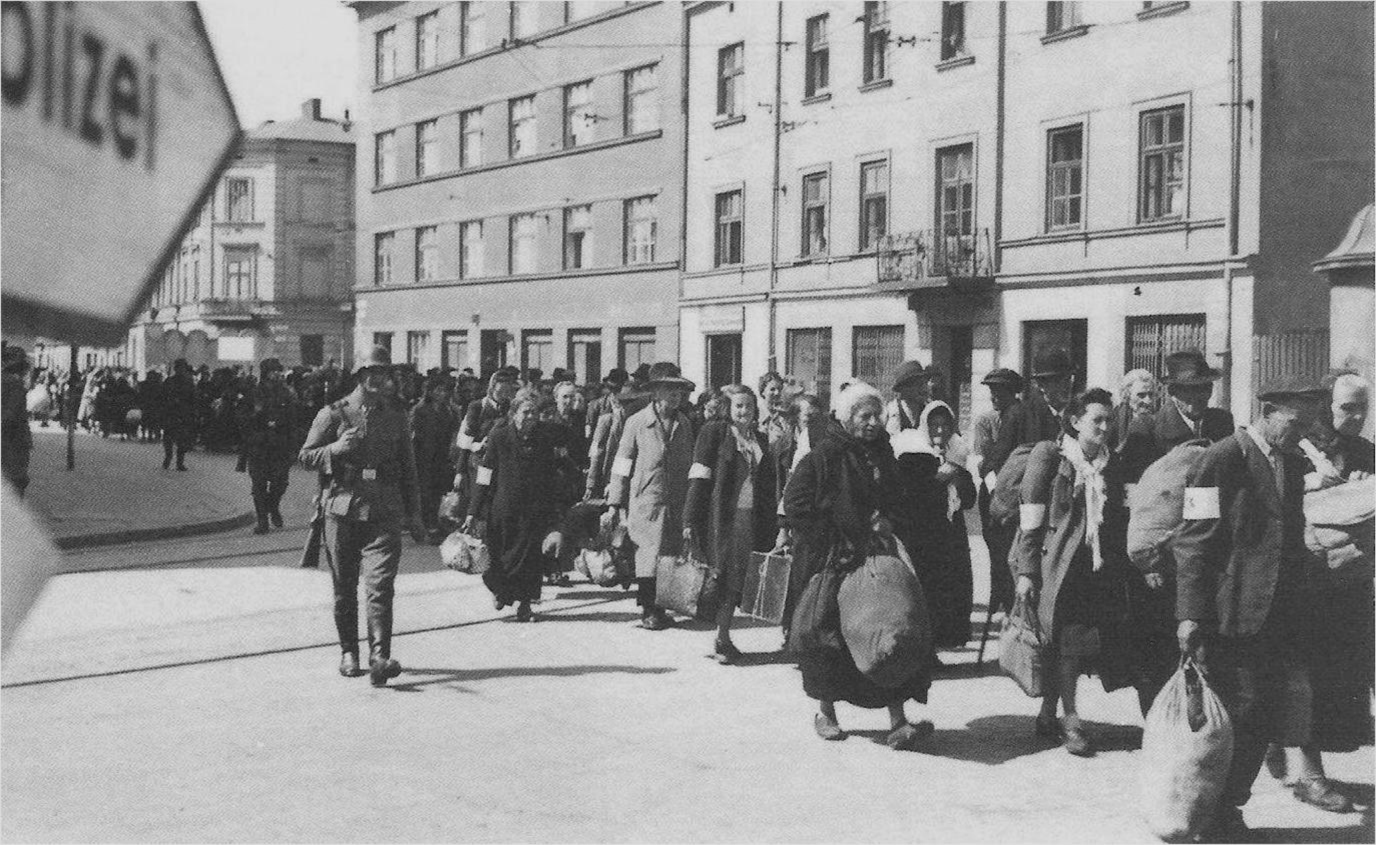
遭到遣送的猶太人
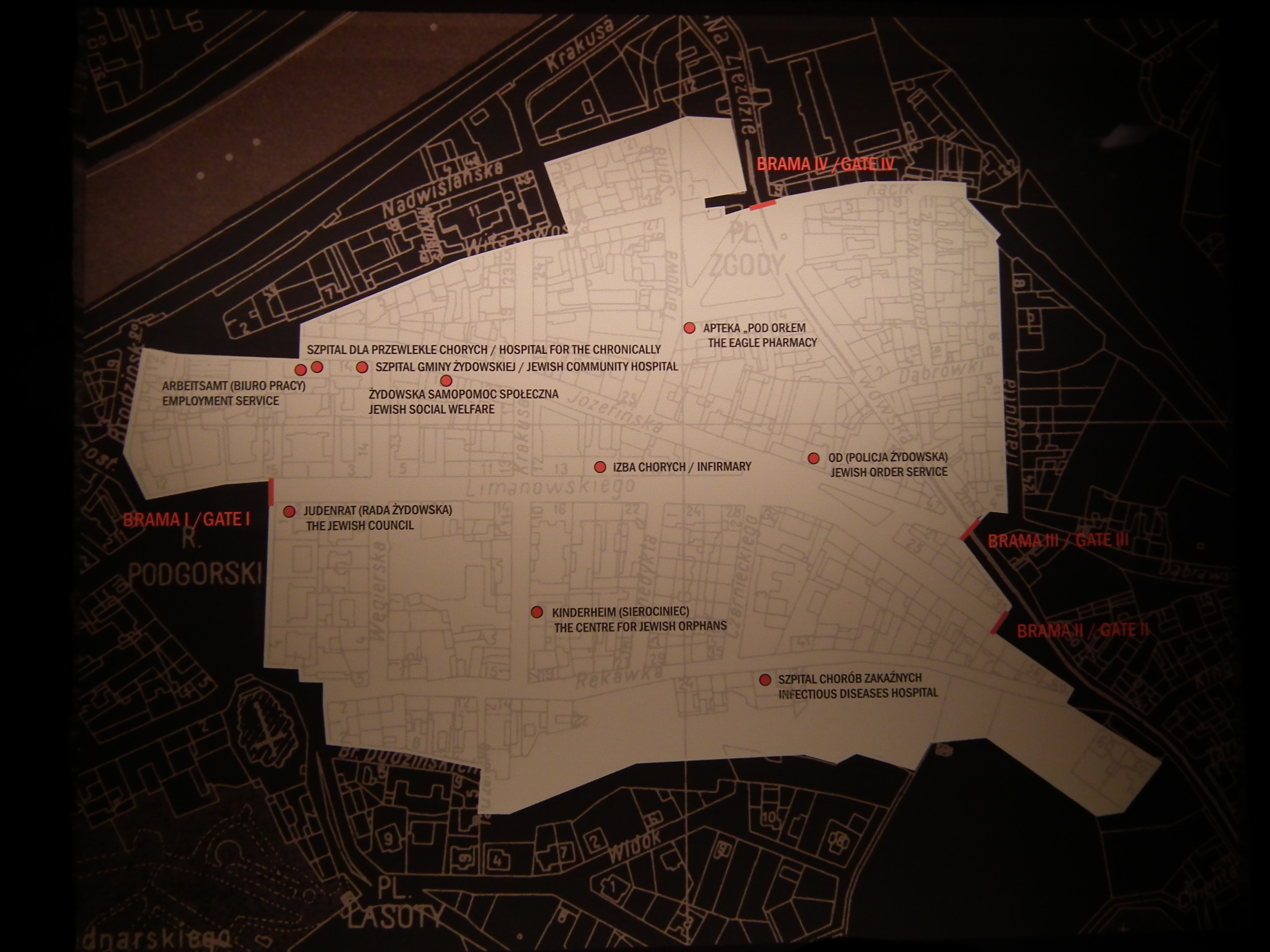
猶太隔都的規劃圖
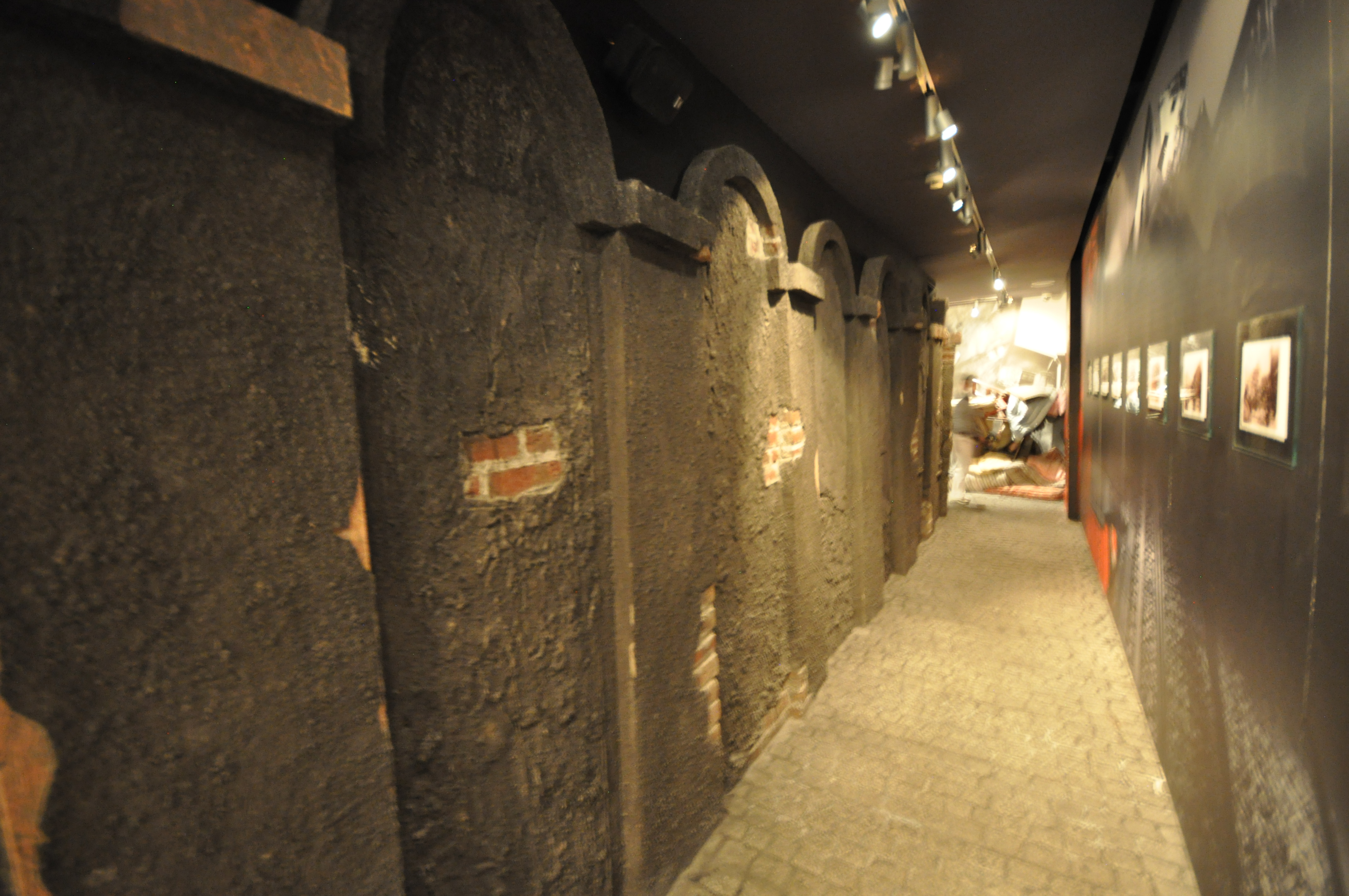
隔都城牆重建
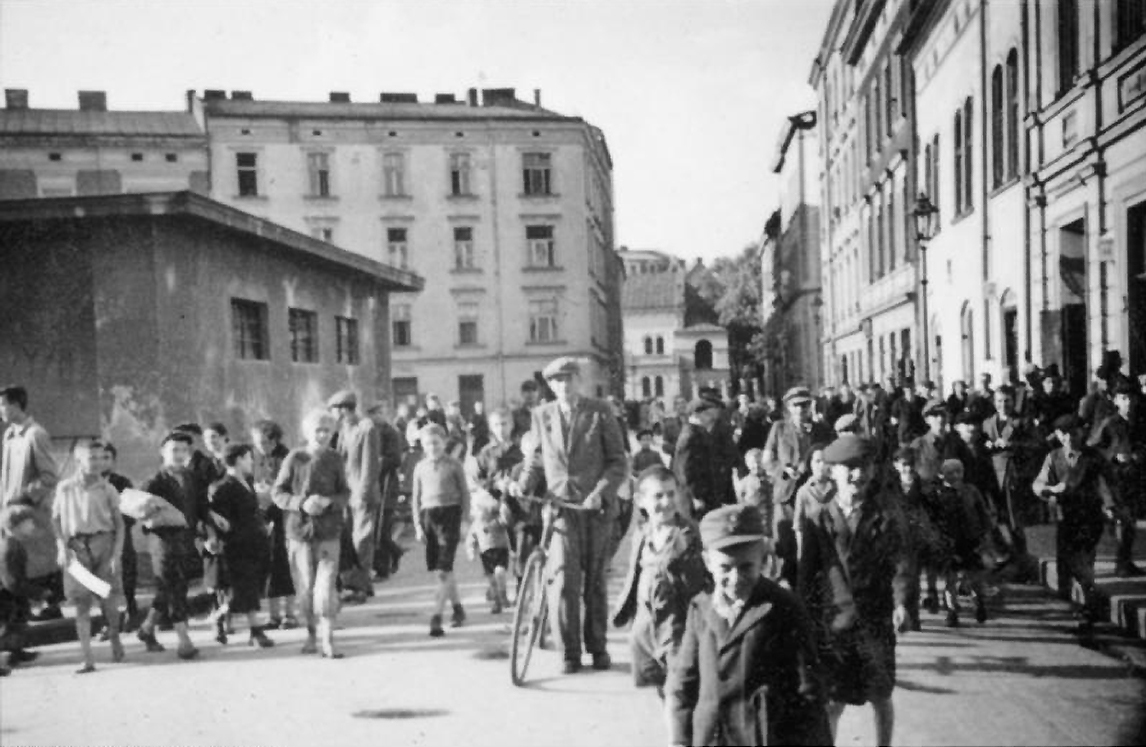
隔都內猶太居民
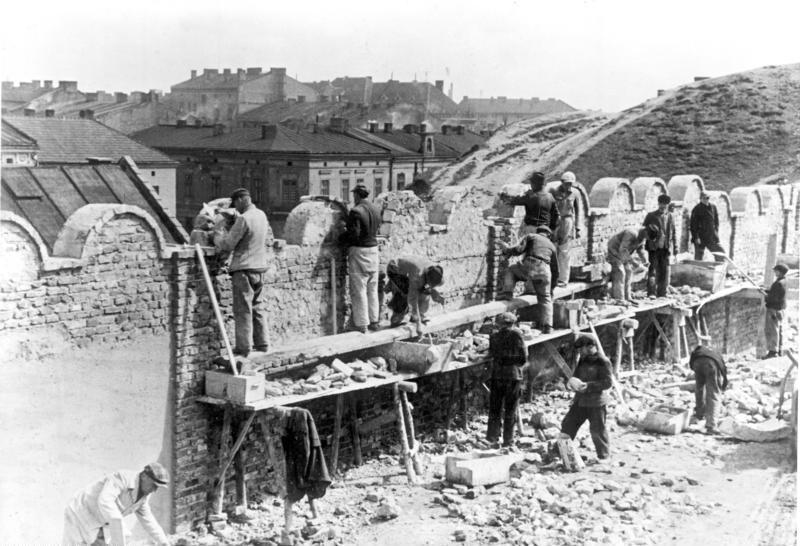
猶太隔都城牆
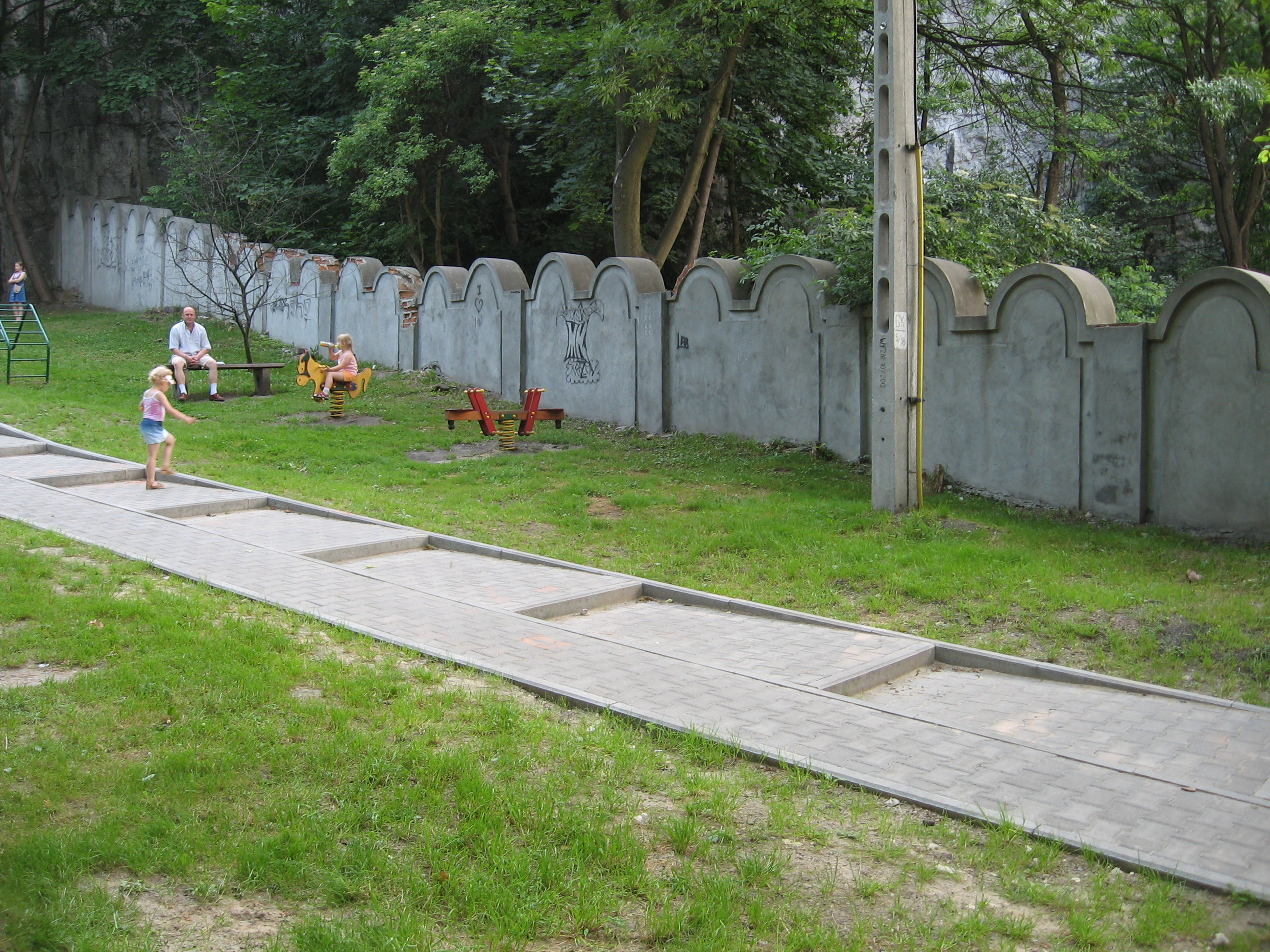
現今的隔都城牆